# Тур WTA 1995
Тур WTA 1995 — серія елітних професійних тенісних турнірів, які проходили під егідою Жіночої тенісної асоціації (WTA) упродовж сезону. Календар Туру WTA містив 51 турнір: турніри Великого шолома (під егідою Міжнародної тенісної федерації (ITF)), Фінал WTA та турніри 1-4 категорій. Сезон тривав з січня до листопада 1995 року.

## Графік
Нижче наведено повний розклад  турнірів сезону, включаючи перелік тенісистів, які дійшли на турнірах щонайменше до чвертьфіналу.
Позначення
| Турніри Великого шолома |
| Фінал WTA               |
| Турніри 1 категорії     |
| Турніри 2 категорії     |
| Турніри 3 категорії     |
| Турніри 4 категорії     |
| Командні турніри        |

### Січень
| Тиждень           | Турнір | Чемпіонки                                            | Фіналістки                              | Півфіналістки                         | Чвертьфіналістки                                                   |
| ----------------- | --- | ---------------------------------------------------- | --------------------------------------- | ------------------------------------- | ------------------------------------------------------------------ |
| 2 січня           | Hyundai Hopman Cup Перт, Австралія ITF Mixed Teams Championships A$1,000,000 – Тверде (i) – 12 teams                                                              | Німеччина · 3–0                                      | Україна                                 | Чехія · Франція                       | Австралія · Сполучені Штати Америки · Іспанія · Австрія            |
| 2 січня           | Danamon Indonesia Open Джакарта, Індонезія Турнір 3 категорії $161,250 - Тверде - 56S/28D Одиночний розряд - Парний розряд                                        | Забіне Гак 2–6, 7–6(8–6), 6–4                        | Іріна Спирля                            | Марія Страндлунд Басукі Яюк           | Яна Неєдли Ван Ші-тін Тіна Кріжан Міягі Нана                       |
| 2 січня           | Danamon Indonesia Open Джакарта, Індонезія Турнір 3 категорії $161,250 - Тверде - 56S/28D Одиночний розряд - Парний розряд                                        | Клаудія Порвік Іріна Спирля 6–2, 6–3                 | Лоранс Куртуа Нансі Фебер               | Марія Страндлунд Басукі Яюк           | Яна Неєдли Ван Ші-тін Тіна Кріжан Міягі Нана                       |
| 9 січня           | Schweppes Tasmanian International Гобарт, Австралія Турнір 4 категорії $107,500 - Тверде - 32S/16D Одиночний розряд - Парний розряд                               | Лейла Месхі 6–2, 6–3                                 | Лі Фан                                  | Юдіт Візнер Каміо Йоне                | Джолен Ватанабе Мейке Бабель Tami Whitlinger Jones Олена Лиховцева |
| 9 січня           | Schweppes Tasmanian International Гобарт, Австралія Турнір 4 категорії $107,500 - Тверде - 32S/16D Одиночний розряд - Парний розряд                               | Нагацука Кьоко Суґіяма Ай 2–6, 6–4, 6–2              | Манон Боллеграф Лариса Савченко-Нейланд | Юдіт Візнер Каміо Йоне                | Джолен Ватанабе Мейке Бабель Tami Whitlinger Jones Олена Лиховцева |
| 9 січня           | Peters International Сідней, Австралія Турнір 2 категорії $322,500 - Тверде - 28S/16D Одиночний розряд - Парний розряд                                            | Габріела Сабатіні 6–3, 6–4                           | Ліндсі Девенпорт                        | Дате-Крумм Кіміко Мері Джо Фернандес  | Людмила Ріхтерова Міріам Ореманс Ніколь Брадтке Патті Фендік       |
| 9 січня           | Peters International Сідней, Австралія Турнір 2 категорії $322,500 - Тверде - 28S/16D Одиночний розряд - Парний розряд                                            | Ліндсі Девенпорт Яна Новотна 7–5, 2–6, 6–4           | Патті Фендік Мері Джо Фернандес         | Дате-Крумм Кіміко Мері Джо Фернандес  | Людмила Ріхтерова Міріам Ореманс Ніколь Брадтке Патті Фендік       |
| 16 січня 23 січня | Відкритий чемпіонат Австралії з тенісу Мельбурн, Австралія Турніри Великого шлема $2,338,825 - Тверде - 128S/64Q/64D/32X Одиночний розряд - Парний розряд - Мікст | Марі П'єрс 6–3, 6–2                                  | Аранча Санчес Вікаріо                   | Маріанн Вердел Кончіта Мартінес       | Савамацу Наоко Анджеліка Гавальдон Наташа Звєрєва Ліндсі Девенпорт |
| 16 січня 23 січня | Відкритий чемпіонат Австралії з тенісу Мельбурн, Австралія Турніри Великого шлема $2,338,825 - Тверде - 128S/64Q/64D/32X Одиночний розряд - Парний розряд - Мікст | Яна Новотна Аранча Санчес Вікаріо 6–3, 6–7(3–7), 6–4 | Джиджі Фернандес Наташа Звєрєва         | Маріанн Вердел Кончіта Мартінес       | Савамацу Наоко Анджеліка Гавальдон Наташа Звєрєва Ліндсі Девенпорт |
| 16 січня 23 січня | Відкритий чемпіонат Австралії з тенісу Мельбурн, Австралія Турніри Великого шлема $2,338,825 - Тверде - 128S/64Q/64D/32X Одиночний розряд - Парний розряд - Мікст | Наташа Звєрєва Рік Ліч 7–6(7–4), 6–7(3–7), 6–4       | Джиджі Фернандес Цирил Сук              | Маріанн Вердел Кончіта Мартінес       | Савамацу Наоко Анджеліка Гавальдон Наташа Звєрєва Ліндсі Девенпорт |
| 30 січня          | Amway Classic Окленд (Нова Зеландія), Нова Зеландія Турнір 4 категорії $107,500 - Тверде - 32S/16D Одиночний розряд - Парний розряд                               | Ніколь Брадтке 3–6, 6–2, 6–1                         | Джинджер Гелгесон-Нілсен                | Сільвія Фаріна-Елія Наталія Медведєва | Жулі Алар-Декюжі Кім де Вейлле Рейчел Макквіллан Лі Фан            |
| 30 січня          | Amway Classic Окленд (Нова Зеландія), Нова Зеландія Турнір 4 категорії $107,500 - Тверде - 32S/16D Одиночний розряд - Парний розряд                               | Джилл Гетерінгтон Елна Рейнах 7–6(7–5), 6–2          | Лаура Голарса Кароліна Віс              | Сільвія Фаріна-Елія Наталія Медведєва | Жулі Алар-Декюжі Кім де Вейлле Рейчел Макквіллан Лі Фан            |
| 30 січня          | Toray Pan Pacific Open Tokyo, Японія Турнір 1 категорії $806,250 - Килим (i) - 28S/16D Одиночний розряд - Парний розряд                                           | Дате-Крумм Кіміко 6–1, 6–2                           | Ліндсі Девенпорт                        | Іва Майолі Магдалена Малеєва          | Кончіта Мартінес Савамацу Наоко Анке Губер Марі П'єрс              |
| 30 січня          | Toray Pan Pacific Open Tokyo, Японія Турнір 1 категорії $806,250 - Килим (i) - 28S/16D Одиночний розряд - Парний розряд                                           | Джиджі Фернандес Наташа Звєрєва 6–0, 6–3             | Ліндсі Девенпорт Ренне Стаббс           | Іва Майолі Магдалена Малеєва          | Кончіта Мартінес Савамацу Наоко Анке Губер Марі П'єрс              |

### Лютий
| Тиждень   | Турнір | Чемпіонки                                             | Фіналістки                                    | Півфіналістки                        | Чвертьфіналістки                                                    |
| --------- | --- | ----------------------------------------------------- | --------------------------------------------- | ------------------------------------ | ------------------------------------------------------------------- |
| 6 лютого  | Ameritech Cup Чикаго, IL, U.S. Турнір 2 категорії $430,000 - Килим (i) - 28S/16D Одиночний розряд - Парний розряд                                                       | Магдалена Малеєва 7–5, 7–6                            | Ліза Реймонд                                  | Зіна Гаррісон Габріела Сабатіні      | Емі Фрейзер Бренда Шульц-Маккарті Лоранс Куртуа Чанда Рубін         |
| 6 лютого  | Ameritech Cup Чикаго, IL, U.S. Турнір 2 категорії $430,000 - Килим (i) - 28S/16D Одиночний розряд - Парний розряд                                                       | Габріела Сабатіні Бренда Шульц-Маккарті 5–7, 7–6, 6–4 | Tami Whitlinger Jones Маріанн Вердел          | Зіна Гаррісон Габріела Сабатіні      | Емі Фрейзер Бренда Шульц-Маккарті Лоранс Куртуа Чанда Рубін         |
| 13 лютого | IGA Tennis Classic Оклахома-Сіті, OK, U.S. Турнір 3 категорії $161,250 - Тверде (i) - 32S/16D Одиночний розряд - Парний розряд                                          | Бренда Шульц-Маккарті 6–1, 6–2                        | Олена Лиховцева                               | Патті Фендік Емі Фрейзер             | Одра Келлер Лакшмі Порурі Ліза Реймонд Tami Whitlinger Jones        |
| 13 лютого | IGA Tennis Classic Оклахома-Сіті, OK, U.S. Турнір 3 категорії $161,250 - Тверде (i) - 32S/16D Одиночний розряд - Парний розряд                                          | Ніколь Арендт Лаура Голарса 6–4, 6–3                  | Катріна Адамс Бренда Шульц-Маккарті           | Патті Фендік Емі Фрейзер             | Одра Келлер Лакшмі Порурі Ліза Реймонд Tami Whitlinger Jones        |
| 13 лютого | Open Gaz de France Paris, Франція Турнір 2 категорії $430,000 - Тверде (i) - 28S/16D Одиночний розряд - Парний розряд                                                   | Штеффі Граф 6–2, 6–2                                  | Марі П'єрс                                    | Яна Новотна Іва Майолі               | Мартіна Хінгіс Каріна Габшудова Сабін Аппельманс Юдіт Візнер        |
| 13 лютого | Open Gaz de France Paris, Франція Турнір 2 категорії $430,000 - Тверде (i) - 28S/16D Одиночний розряд - Парний розряд                                                   | Мередіт Макґрат Лариса Савченко-Нейланд 6–4, 6–1      | Манон Боллеграф Ренне Стаббс                  | Яна Новотна Іва Майолі               | Мартіна Хінгіс Каріна Габшудова Сабін Аппельманс Юдіт Візнер        |
| 20 лютого | EA-Generali Ladies Linz Лінц, Австрія Турнір 3 категорії $161,250 - Килим (i) - 32S/16D Одиночний розряд - Парний розряд                                                | Яна Новотна 6–7, 6–3, 6–4                             | Барбара Ріттнер                               | Мейке Бабель Беате Райнштадлер       | Петра Шварц Сандра Чеккіні Сабін Аппельманс Нанне Дальман           |
| 20 лютого | EA-Generali Ladies Linz Лінц, Австрія Турнір 3 категорії $161,250 - Килим (i) - 32S/16D Одиночний розряд - Парний розряд                                                | Мередіт Макґрат Наталі Тозья 6–1, 6–2                 | Іва Майолі Петра Шварц                        | Мейке Бабель Беате Райнштадлер       | Петра Шварц Сандра Чеккіні Сабін Аппельманс Нанне Дальман           |
| 27 лютого | Newsweek Champions Cup and the State Farm Evert Cup Індіан-Веллс (Каліфорнія), CA, U.S. Турнір 2 категорії $430,000 - Тверде - 28S/16D Одиночний розряд - Парний розряд | Мері Джо Фернандес 6–4, 6–3                           | Наташа Звєрєва                                | Аранча Санчес Вікаріо Савамацу Наоко | Чанда Рубін Олена Лиховцева Ліндсі Девенпорт Кончіта Мартінес       |
| 27 лютого | Newsweek Champions Cup and the State Farm Evert Cup Індіан-Веллс (Каліфорнія), CA, U.S. Турнір 2 категорії $430,000 - Тверде - 28S/16D Одиночний розряд - Парний розряд | Ліндсі Девенпорт Ліза Реймонд 2–6, 6–4, 6–3           | Лариса Савченко-Нейланд Аранча Санчес Вікаріо | Аранча Санчес Вікаріо Савамацу Наоко | Чанда Рубін Олена Лиховцева Ліндсі Девенпорт Кончіта Мартінес       |
| 27 лютого | Puerto Rico Open Сан-Хуан Турнір 3 категорії $161,250 - Тверде - 32S/16D Одиночний розряд - Парний розряд                                                               | Йоаннетта Крюгер 7–6, 6–3                             | Нагацука Кьоко                                | Джиджі Фернандес Флоренсія Лабат     | Нансі Фебер Сільвія Фаріна-Елія Алексія Дешом-Баллере Сандрін Тестю |
| 27 лютого | Puerto Rico Open Сан-Хуан Турнір 3 категорії $161,250 - Тверде - 32S/16D Одиночний розряд - Парний розряд                                                               | Карін Кшвендт Рене Сімпсон 6–2, 0–6, 6–4              | Лаура Голарса Лінда Вілд                      | Джиджі Фернандес Флоренсія Лабат     | Нансі Фебер Сільвія Фаріна-Елія Алексія Дешом-Баллере Сандрін Тестю |

### Березень
| Тиждень               | Турнір | Чемпіонки                                       | Фіналістки                          | Півфіналістки                      | Чвертьфіналістки                                                     |
| --------------------- | --- | ----------------------------------------------- | ----------------------------------- | ---------------------------------- | -------------------------------------------------------------------- |
| 6 березня             | Delray Beach Winter Championships Делрей-Біч, FL, U.S. Турнір 2 категорії $430,000 - Тверде - 56S/28D Одиночний розряд - Парний розряд           | Штеффі Граф 6–2, 6–4                            | Кончіта Мартінес                    | Анке Губер Бренда Шульц-Маккарті   | Барбара Ріттнер Олена Лиховцева Флоренсія Лабат Крісті Богерт        |
| 6 березня             | Delray Beach Winter Championships Делрей-Біч, FL, U.S. Турнір 2 категорії $430,000 - Тверде - 56S/28D Одиночний розряд - Парний розряд           | Мері Джо Фернандес Яна Новотна 6–4, 6–0         | Лорі Макніл Лариса Савченко-Нейланд | Анке Губер Бренда Шульц-Маккарті   | Барбара Ріттнер Олена Лиховцева Флоренсія Лабат Крісті Богерт        |
| 13 березня 20 березня | Lipton Championships Маямі, FL, U.S. Турнір 1 категорії $1,550,000 - Тверде - 96S/48D Одиночний розряд - Парний розряд                           | Штеффі Граф 6–1, 6–4                            | Дате-Крумм Кіміко                   | Габріела Сабатіні Яна Новотна      | Маріанн Вердел Рейчел Макквіллан Анке Губер Наташа Звєрєва           |
| 13 березня 20 березня | Lipton Championships Маямі, FL, U.S. Турнір 1 категорії $1,550,000 - Тверде - 96S/48D Одиночний розряд - Парний розряд                           | Яна Новотна Аранча Санчес Вікаріо 7–5, 2–6, 6–3 | Джиджі Фернандес Наташа Звєрєва     | Габріела Сабатіні Яна Новотна      | Маріанн Вердел Рейчел Макквіллан Анке Губер Наташа Звєрєва           |
| 27 березня            | Family Circle Cup Гілтон-Гед-Айленд (Південна Кароліна), SC, U.S. Турнір 1 категорії $806,250 - Ґрунт - 56S/28D Одиночний розряд - Парний розряд | Кончіта Мартінес 6–1, 6–1                       | Магдалена Малеєва                   | Сільвія Фаріна-Елія Наташа Звєрєва | Аранча Санчес Вікаріо Леа Жирарді Лариса Савченко-Нейланд Іва Майолі |
| 27 березня            | Family Circle Cup Гілтон-Гед-Айленд (Південна Кароліна), SC, U.S. Турнір 1 категорії $806,250 - Ґрунт - 56S/28D Одиночний розряд - Парний розряд | Ніколь Арендт Манон Боллеграф 0–6, 6–3, 6–4     | Джиджі Фернандес Наташа Звєрєва     | Сільвія Фаріна-Елія Наташа Звєрєва | Аранча Санчес Вікаріо Леа Жирарді Лариса Савченко-Нейланд Іва Майолі |

### Квітень
| Тиждень   | Турнір | Чемпіонки                                                                                          | Фіналістки                                                                              | Півфіналістки                    | Чвертьфіналістки                                                         |
| --------- | --- | -------------------------------------------------------------------------------------------------- | --------------------------------------------------------------------------------------- | -------------------------------- | ------------------------------------------------------------------------ |
| 3 квітня  | Bausch & Lomb Championships Амелія (острів), FL, U.S. Турнір 2 категорії $430,000 - Ґрунт - 56S/32Q/28D Одиночний розряд - Парний розряд    | Кончіта Мартінес 6–1, 6–4                                                                          | Габріела Сабатіні                                                                       | Магдалена Малеєва Забіне Гак     | Аманда Кетцер Лоранс Куртуа Катажина Новак Інес Горрочатегі              |
| 3 квітня  | Bausch & Lomb Championships Амелія (острів), FL, U.S. Турнір 2 категорії $430,000 - Ґрунт - 56S/32Q/28D Одиночний розряд - Парний розряд    | Аманда Кетцер Інес Горрочатегі 6–2, 3–6, 6–2                                                       | Ніколь Арендт Манон Боллеграф                                                           | Магдалена Малеєва Забіне Гак     | Аманда Кетцер Лоранс Куртуа Катажина Новак Інес Горрочатегі              |
| 10 квітня | Gallery Furniture Championships Х'юстон, TX, U.S. Турнір 2 категорії $430,000 - Ґрунт - 28S/16D Одиночний розряд - Парний розряд            | Штеффі Граф 6–1, 6–1                                                                               | Оса Свенссон                                                                            | Забіне Гак Вілтруд Пробст        | Tami Whitlinger Jones Ніно Луарсабішвілі Йоаннетта Крюгер Сандра Чеккіні |
| 10 квітня | Gallery Furniture Championships Х'юстон, TX, U.S. Турнір 2 категорії $430,000 - Ґрунт - 28S/16D Одиночний розряд - Парний розряд            | Ніколь Арендт Манон Боллеграф 6–4, 6–2                                                             | Вілтруд Пробст Рене Сімпсон                                                             | Забіне Гак Вілтруд Пробст        | Tami Whitlinger Jones Ніно Луарсабішвілі Йоаннетта Крюгер Сандра Чеккіні |
| 10 квітня | Відкритий чемпіонат Японії з тенісу Tokyo, Японія Турнір 3 категорії $161,250 - Тверде - 32S/16D Одиночний розряд - Парний розряд           | Емі Фрейзер 7–6, 7–5                                                                               | Дате-Крумм Кіміко                                                                       | Міягі Нана Тан Мінь              | Нагацука Кьоко Ріта Гранде Каміо Йоне Патті Фендік                       |
| 10 квітня | Відкритий чемпіонат Японії з тенісу Tokyo, Японія Турнір 3 категорії $161,250 - Тверде - 32S/16D Одиночний розряд - Парний розряд           | Саекі Міхо Йосіда Юка 6–7, 6–4, 7–6                                                                | Нагацука Кьоко Суґіяма Ай                                                               | Міягі Нана Тан Мінь              | Нагацука Кьоко Ріта Гранде Каміо Йоне Патті Фендік                       |
| 17 квітня | Fed Cup First Round Софія, Болгарія, Килим (i) Фрайбург, Німеччина, Ґрунт Мец, Франція, Ґрунт Авентюра (Флорида), U.S., Тверде              | Перемогли в першому раунді Іспанія 3-2 · Німеччина 4-1 · Франція 3–2 · Сполучені Штати Америки 5-0 | Програли в першому раунді Болгарія · Японія · Південно-Африканська Республіка · Австрія |                                  |                                                                          |
| 24 квітня | Zagreb Open Загреб, Хорватія Турнір 3 категорії $161,250 - Ґрунт - 32S/16D Одиночний розряд - Парний розряд                                 | Сабін Аппельманс 6–4, 6–3                                                                          | Зілке Маєр                                                                              | Дениса Крайчовичова Іріна Спирля | Лаура Голарса Маркета Кохта Барбара Ріттнер Суґіяма Ай                   |
| 24 квітня | Zagreb Open Загреб, Хорватія Турнір 3 категорії $161,250 - Ґрунт - 32S/16D Одиночний розряд - Парний розряд                                 | Мерседес Пас Рене Сімпсон 7–5, 6–2                                                                 | Лаура Голарса Іріна Спирля                                                              | Дениса Крайчовичова Іріна Спирля | Лаура Голарса Маркета Кохта Барбара Ріттнер Суґіяма Ай                   |
| 24 квітня | Ford International Championships of Spain Барселона, Іспанія Турнір 2 категорії $430,000 - Ґрунт - 28S/16D Одиночний розряд - Парний розряд | Аранча Санчес Вікаріо 5–7, 6–0, 6–2                                                                | Іва Майолі                                                                              | Аманда Кетцер Катажина Новак     | Енн Гроссман Наталі Тозья Руксандра Драгомір Інес Горрочатегі            |
| 24 квітня | Ford International Championships of Spain Барселона, Іспанія Турнір 2 категорії $430,000 - Ґрунт - 28S/16D Одиночний розряд - Парний розряд | Лариса Савченко-Нейланд Аранча Санчес Вікаріо 7–5, 4–6, 7–5                                        | Маріан де Свардт Іва Майолі                                                             | Аманда Кетцер Катажина Новак     | Енн Гроссман Наталі Тозья Руксандра Драгомір Інес Горрочатегі            |

### Травень
| Тиждень            | Турнір | Чемпіонки                                              | Фіналістки                                | Півфіналістки                                                  | Чвертьфіналістки |
| ------------------ | --- | ------------------------------------------------------ | ----------------------------------------- | -------------------------------------------------------------- | --- |
| 1 травня           | Citizen Cup Гамбург, Німеччина Турнір 2 категорії $430,000 - Ґрунт - 28S/32Q/16D Одиночний розряд - Парний розряд                                         | Кончіта Мартінес 6–1, 6–0                              | Мартіна Хінгіс                            | Анке Губер Магдалена Малеєва                                   | Петра Бегеров Юдіт Візнер Барбара Ріттнер Яна Кандарр                                                                     |
| 1 травня           | Citizen Cup Гамбург, Німеччина Турнір 2 категорії $430,000 - Ґрунт - 28S/32Q/16D Одиночний розряд - Парний розряд                                         | Джиджі Фернандес Мартіна Хінгіс 6–2, 6–3               | Кончіта Мартінес Патрісія Тарабіні        | Анке Губер Магдалена Малеєва                                   | Петра Бегеров Юдіт Візнер Барбара Ріттнер Яна Кандарр                                                                     |
| 8 травня           | Prague Open Прага, Чехія Турнір 4 категорії $107,500 - Ґрунт - 32S/16D Одиночний розряд - Парний розряд                                                   | Жулі Алар-Декюжі 6–4, 6–4                              | Людмила Ріхтерова                         | Катаріна Студенікова Стефані Роттьєр                           | Оса Свенссон Сандра Клейнова Андреа Темешварі Барбара Шетт                                                                |
| 8 травня           | Prague Open Прага, Чехія Турнір 4 категорії $107,500 - Ґрунт - 32S/16D Одиночний розряд - Парний розряд                                                   | Лінда Вілд Чанда Рубін 6–7, 6–3, 6–2                   | Марія Ліндстрем Марія Страндлунд          | Катаріна Студенікова Стефані Роттьєр                           | Оса Свенссон Сандра Клейнова Андреа Темешварі Барбара Шетт                                                                |
| 8 травня           | Internazionali d'Italia Rome, Італія Турнір 1 категорії $806,250 - Ґрунт - 56S/32Q/28D Одиночний розряд - Парний розряд                                   | Кончіта Мартінес 6–3, 6–1                              | Аранча Санчес Вікаріо                     | Гелена Сукова Марі П'єрс                                       | Шон Стаффорд Йоаннетта Крюгер Мері Джо Фернандес Іва Майолі                                                               |
| 8 травня           | Internazionali d'Italia Rome, Італія Турнір 1 категорії $806,250 - Ґрунт - 56S/32Q/28D Одиночний розряд - Парний розряд                                   | Джиджі Фернандес Наташа Звєрєва 3–6, 7–6, 6–4          | Кончіта Мартінес Патрісія Тарабіні        | Гелена Сукова Марі П'єрс                                       | Шон Стаффорд Йоаннетта Крюгер Мері Джо Фернандес Іва Майолі                                                               |
| 15 травня          | WTA German Open Berlin, Німеччина Турнір 1 категорії $806,250 - Ґрунт - 56S/28D Одиночний розряд - Парний розряд                                          | Аранча Санчес Вікаріо 6–4, 6–1                         | Магдалена Малеєва                         | Іріна Спирля Наташа Звєрєва                                    | Дате-Крумм Кіміко Петра Бегеров Ніколь Брадтке Марі П'єрс                                                                 |
| 15 травня          | WTA German Open Berlin, Німеччина Турнір 1 категорії $806,250 - Ґрунт - 56S/28D Одиночний розряд - Парний розряд                                          | Аманда Кетцер Інес Горрочатегі 4–6, 7–6, 6–2           | Лариса Савченко-Нейланд Габріела Сабатіні | Іріна Спирля Наташа Звєрєва                                    | Дате-Крумм Кіміко Петра Бегеров Ніколь Брадтке Марі П'єрс                                                                 |
| 15 травня          | Rover British Clay Court Championships Борнмут, Great Britain Турнір 4 категорії $107,500 - Ґрунт - 32S/16D Одиночний розряд - Парний розряд              | Людмила Ріхтерова 6–7, 6–4, 6–3                        | Патрісія Гай-Буле                         | Ліндсі Лі Оса Свенссон                                         | Петра Лангрова Радка Бобкова Ельс Калленс Чанда Рубін                                                                     |
| 15 травня          | Rover British Clay Court Championships Борнмут, Great Britain Турнір 4 категорії $107,500 - Ґрунт - 32S/16D Одиночний розряд - Парний розряд              | Маріан де Свардт Руксандра Драгомір 6–3, 7–5           | Керрі-Енн Г'юз Патрісія Гай-Буле          | Ліндсі Лі Оса Свенссон                                         | Петра Лангрова Радка Бобкова Ельс Калленс Чанда Рубін                                                                     |
| 22 травня          | Internationaux de Strasbourg Страсбург, Франція Турнір 3 категорії $161,250 - Ґрунт - 32S/16D Одиночний розряд - Парний розряд                            | Ліндсі Девенпорт 3–6, 6–1, 6–2                         | Дате-Крумм Кіміко                         | Сандрін Тестю Каміо Йоне                                       | Юдіт Візнер Стефані Роттьєр Сабін Аппельманс Міріам Ореманс                                                               |
| 22 травня          | Internationaux de Strasbourg Страсбург, Франція Турнір 3 категорії $161,250 - Ґрунт - 32S/16D Одиночний розряд - Парний розряд                            | Ліндсі Девенпорт Мері Джо Фернандес 6–2, 6–3           | Сабін Аппельманс Міріам Ореманс           | Сандрін Тестю Каміо Йоне                                       | Юдіт Візнер Стефані Роттьєр Сабін Аппельманс Міріам Ореманс                                                               |
| 22 травня          | World Doubles Cup Единбург, Шотландія $188,125 - Ґрунт - 8D Парний розряд                                                                                 | Мередіт Макґрат Лариса Савченко-Нейланд 6–2, 7–6       | Манон Боллеграф Ренне Стаббс              | Катріна Адамс / Зіна Гаррісон Патті Фендік / Джилл Гетерінгтон | Марія Ліндстрем / Марія Страндлунд Деббі Грем / Мередіт Макґрат Ніколь Арендт / Лаура Голарса Жулі Пуллен / Лорна Вудрофф |
| 29 травня 5 червня | Відкритий чемпіонат Франції з тенісу Paris, Франція Турніри Великого шлема $3,820,604 - Ґрунт - 128S/64Q/64D/48X Одиночний розряд - Парний розряд - Мікст | Штеффі Граф 7–5, 4–6, 6–0                              | Аранча Санчес Вікаріо                     | Дате-Крумм Кіміко Кончіта Мартінес                             | Чанда Рубін Іва Майолі Вірхінія Руано Паскуаль Габріела Сабатіні                                                          |
| 29 травня 5 червня | Відкритий чемпіонат Франції з тенісу Paris, Франція Турніри Великого шлема $3,820,604 - Ґрунт - 128S/64Q/64D/48X Одиночний розряд - Парний розряд - Мікст | Джиджі Фернандес Наташа Звєрєва 6–7(6–8), 6–4, 7–5     | Яна Новотна Аранча Санчес Вікаріо         | Дате-Крумм Кіміко Кончіта Мартінес                             | Чанда Рубін Іва Майолі Вірхінія Руано Паскуаль Габріела Сабатіні                                                          |
| 29 травня 5 червня | Відкритий чемпіонат Франції з тенісу Paris, Франція Турніри Великого шлема $3,820,604 - Ґрунт - 128S/64Q/64D/48X Одиночний розряд - Парний розряд - Мікст | Лариса Савченко-Нейланд Тодд Вудбрідж 7–6(8), 7–6(7–4) | Джилл Гетерінгтон Джон-Лаффньє де Ягер    | Дате-Крумм Кіміко Кончіта Мартінес                             | Чанда Рубін Іва Майолі Вірхінія Руано Паскуаль Габріела Сабатіні                                                          |

### Червень
| Тиждень           | Турнір | Чемпіонки                                       | Фіналістки                      | Півфіналістки                  | Чвертьфіналістки                                                             |
| ----------------- | --- | ----------------------------------------------- | ------------------------------- | ------------------------------ | ---------------------------------------------------------------------------- |
| 12 червня         | DFS Classic Бірмінгем, Great Britain Турнір 3 категорії $161,250 - Трава - 56S/28D Одиночний розряд - Парний розряд                              | Зіна Гаррісон 6–3, 6–3                          | Лорі Макніл                     | Елна Рейнах Ельс Калленс       | Лоранс Куртуа Ніколь Арендт Крістіна Сінгер Крістін Кунс                     |
| 12 червня         | DFS Classic Бірмінгем, Great Britain Турнір 3 категорії $161,250 - Трава - 56S/28D Одиночний розряд - Парний розряд                              | Манон Боллеграф Ренне Стаббс 3–6, 6–4, 6–4      | Ніколь Брадтке Крістін Кунс     | Елна Рейнах Ельс Калленс       | Лоранс Куртуа Ніколь Арендт Крістіна Сінгер Крістін Кунс                     |
| 19 червня         | Direct Line International Championships Істборн, Great Britain Турнір 2 категорії $430,000 - Трава - 56S/28D Одиночний розряд - Парний розряд    | Наталі Тозья 3–6, 6–0, 7–5                      | Чанда Рубін                     | Крістіна Сінгер Наташа Звєрєва | Дате-Крумм Кіміко Басукі Яюк Лорі Макніл Інес Горрочатегі                    |
| 19 червня         | Direct Line International Championships Істборн, Great Britain Турнір 2 категорії $430,000 - Трава - 56S/28D Одиночний розряд - Парний розряд    | Яна Новотна Аранча Санчес Вікаріо 0–6, 6–3, 6–4 | Джиджі Фернандес Наташа Звєрєва | Крістіна Сінгер Наташа Звєрєва | Дате-Крумм Кіміко Басукі Яюк Лорі Макніл Інес Горрочатегі                    |
| 26 червня 3 липня | Вімблдонський турнір London, Great Britain Турніри Великого шлема $3,044,890 - Трава - 128S/64Q/64D/64X Одиночний розряд - Парний розряд - Мікст | Штеффі Граф 4–6, 6–1, 7–5                       | Аранча Санчес Вікаріо           | Яна Новотна Кончіта Мартінес   | Мері Джо Фернандес Дате-Крумм Кіміко Габріела Сабатіні Бренда Шульц-Маккарті |
| 26 червня 3 липня | Вімблдонський турнір London, Great Britain Турніри Великого шлема $3,044,890 - Трава - 128S/64Q/64D/64X Одиночний розряд - Парний розряд - Мікст | Яна Новотна Аранча Санчес Вікаріо 5–7, 7–5, 6–4 | Джиджі Фернандес Наташа Звєрєва | Яна Новотна Кончіта Мартінес   | Мері Джо Фернандес Дате-Крумм Кіміко Габріела Сабатіні Бренда Шульц-Маккарті |
| 26 червня 3 липня | Вімблдонський турнір London, Great Britain Турніри Великого шлема $3,044,890 - Трава - 128S/64Q/64D/64X Одиночний розряд - Парний розряд - Мікст | Мартіна Навратілова Джонатан Старк 6–4, 6–4     | Джиджі Фернандес Цирил Сук      | Яна Новотна Кончіта Мартінес   | Мері Джо Фернандес Дате-Крумм Кіміко Габріела Сабатіні Бренда Шульц-Маккарті |

### Липень
| Тиждень  | Турнір | Чемпіонки                                                       | Фіналістки                               | Півфіналістки                   | Чвертьфіналістки                                                        |
| -------- | --- | --------------------------------------------------------------- | ---------------------------------------- | ------------------------------- | ----------------------------------------------------------------------- |
| 10 липня | Internazionali Femminili di Palermo Палермо, Італія Турнір 4 категорії $107,500 - Ґрунт - 32S/16D Одиночний розряд - Парний розряд | Іріна Спирля 7–6(7–1), 6–2                                      | Забіне Гак                               | Наталія Медведєва Барбара Шетт  | Каріна Габшудова Флора Перфетті Вероніка Мартінек Сільвія Фаріна-Елія   |
| 10 липня | Internazionali Femminili di Palermo Палермо, Італія Турнір 4 категорії $107,500 - Ґрунт - 32S/16D Одиночний розряд - Парний розряд | Радка Бобкова Петра Лангрова 6–4, 6–1                           | Петра Шварц Катаріна Студенікова         | Наталія Медведєва Барбара Шетт  | Каріна Габшудова Флора Перфетті Вероніка Мартінек Сільвія Фаріна-Елія   |
| 17 липня | Fed Cup Semifinals Santander, Іспанія, Ґрунт Wilmington, North Carolina, U.S. Килим (i)                                            | Перемогли в півфіналі Іспанія 3–2 · Сполучені Штати Америки 3-2 | Програли в півфіналі Німеччина · Франція |                                 |                                                                         |
| 24 липня | Styrian Open Штирія, Австрія Турнір 4 категорії $107,500 - Ґрунт - 32S/16D Одиночний розряд - Парний розряд                        | Юдіт Візнер 7–6, 6–3                                            | Руксандра Драгомір                       | Татьяна Єчменіца Барбара Паулюс | Анхелес Монтоліо Сільвія Фаріна-Елія Сандра Чеккіні Silvia Ramón-Cortés |
| 24 липня | Styrian Open Штирія, Австрія Турнір 4 категорії $107,500 - Ґрунт - 32S/16D Одиночний розряд - Парний розряд                        | Сільвія Фаріна-Елія Андреа Темешварі 6–2, 6–2                   | Александра Фусаї Вілтруд Пробст          | Татьяна Єчменіца Барбара Паулюс | Анхелес Монтоліо Сільвія Фаріна-Елія Сандра Чеккіні Silvia Ramón-Cortés |
| 31 липня | Toshiba Classic Сан-Дієго, CA, U.S. Турнір 2 категорії $430,000 - Тверде - 48S/28D Одиночний розряд - Парний розряд                | Кончіта Мартінес 6–2, 6–0                                       | Ліза Реймонд                             | Сандрін Тестю Марі П'єрс        | Маріанн Вердел Джиджі Фернандес Рейчел Макквіллан Оса Свенссон          |
| 31 липня | Toshiba Classic Сан-Дієго, CA, U.S. Турнір 2 категорії $430,000 - Тверде - 48S/28D Одиночний розряд - Парний розряд                | Джиджі Фернандес Наташа Звєрєва 6–2, 6–1                        | Алексія Дешом-Баллере Сандрін Тестю      | Сандрін Тестю Марі П'єрс        | Маріанн Вердел Джиджі Фернандес Рейчел Макквіллан Оса Свенссон          |

### Серпень
| Тиждень             | Турнір | Чемпіонки                                             | Фіналістки                                | Півфіналістки                      | Чвертьфіналістки                                                 |
| ------------------- | --- | ----------------------------------------------------- | ----------------------------------------- | ---------------------------------- | ---------------------------------------------------------------- |
| 7 серпня            | Acura Classic Мангеттен-Біч (Каліфорнія), CA, U.S. Турнір 2 категорії $430,000 - Тверде - 48S/28D Одиночний розряд - Парний розряд                     | Кончіта Мартінес 4–6, 6–1, 6–3                        | Чанда Рубін                               | Аранча Санчес Вікаріо Басукі Яюк   | Наташа Звєрєва Габріела Сабатіні Ліндсі Девенпорт Анке Губер     |
| 7 серпня            | Acura Classic Мангеттен-Біч (Каліфорнія), CA, U.S. Турнір 2 категорії $430,000 - Тверде - 48S/28D Одиночний розряд - Парний розряд                     | Джиджі Фернандес Наташа Звєрєва 7–5, 6–7, 7–5         | Лариса Савченко-Нейланд Габріела Сабатіні | Аранча Санчес Вікаріо Басукі Яюк   | Наташа Звєрєва Габріела Сабатіні Ліндсі Девенпорт Анке Губер     |
| 14 серпня           | Canadian Open (теніс) Торонто, Ontario, Канада Турнір 1 категорії $806,250 - Тверде - 56S/32Q/28D Одиночний розряд - Парний розряд                     | Моніка Селеш 6–0, 6–1                                 | Аманда Кетцер                             | Яна Новотна Габріела Сабатіні      | Марі П'єрс Іва Майолі Гелена Сукова Анке Губер                   |
| 14 серпня           | Canadian Open (теніс) Торонто, Ontario, Канада Турнір 1 категорії $806,250 - Тверде - 56S/32Q/28D Одиночний розряд - Парний розряд                     | Габріела Сабатіні Бренда Шульц-Маккарті 4–6, 6–0, 6–3 | Мартіна Хінгіс Іва Майолі                 | Яна Новотна Габріела Сабатіні      | Марі П'єрс Іва Майолі Гелена Сукова Анке Губер                   |
| 28 серпня 4 вересня | Відкритий чемпіонат США з тенісу Нью-Йорк, U.S. Турніри Великого шлема $4,271,000 - Тверде - 128S/64Q/64D/32X Одиночний розряд - Парний розряд - Мікст | Штеффі Граф 7–6, 0–6, 6–3                             | Моніка Селеш                              | Габріела Сабатіні Кончіта Мартінес | Емі Фрейзер Мері Джо Фернандес Бренда Шульц-Маккарті Яна Новотна |
| 28 серпня 4 вересня | Відкритий чемпіонат США з тенісу Нью-Йорк, U.S. Турніри Великого шлема $4,271,000 - Тверде - 128S/64Q/64D/32X Одиночний розряд - Парний розряд - Мікст | Джиджі Фернандес Наташа Звєрєва 7–5, 6–3              | Бренда Шульц-Маккарті Ренне Стаббс        | Габріела Сабатіні Кончіта Мартінес | Емі Фрейзер Мері Джо Фернандес Бренда Шульц-Маккарті Яна Новотна |
| 28 серпня 4 вересня | Відкритий чемпіонат США з тенісу Нью-Йорк, U.S. Турніри Великого шлема $4,271,000 - Тверде - 128S/64Q/64D/32X Одиночний розряд - Парний розряд - Мікст | Мередіт Макґрат Matt Lucena 6–4, 6–4                  | Джиджі Фернандес Цирил Сук                | Габріела Сабатіні Кончіта Мартінес | Емі Фрейзер Мері Джо Фернандес Бренда Шульц-Маккарті Яна Новотна |

### Вересень
| Тиждень    | Турнір | Чемпіонки                                        | Фіналістки                           | Півфіналістки                          | Чвертьфіналістки                                                 |
| ---------- | --- | ------------------------------------------------ | ------------------------------------ | -------------------------------------- | ---------------------------------------------------------------- |
| 11 вересня | Warsaw Cup by Heros Варшава, Польща Турнір 3 категорії $161,250 - Ґрунт - 32S/16D Одиночний розряд - Парний розряд                 | Барбара Паулюс 7–6(4), 4–6, 6–1                  | Александра Фусаї                     | Магдалена Гжибовська Карін Кшвендт     | Яна Кандарр Катержина Крупова Людмила Ріхтерова Тетяна Ігнатьєва |
| 11 вересня | Warsaw Cup by Heros Варшава, Польща Турнір 3 категорії $161,250 - Ґрунт - 32S/16D Одиночний розряд - Парний розряд                 | Сандра Чеккіні Лаура Гарроне 5–7, 6–2, 6–3       | Генрієта Надьова Дениса Крайчовичова | Магдалена Гжибовська Карін Кшвендт     | Яна Кандарр Катержина Крупова Людмила Ріхтерова Тетяна Ігнатьєва |
| 11 вересня | WTA Nagoya Нагоя, Японія Турнір 4 категорії $107,500 - Килим (i) - 32S/16D Одиночний розряд - Парний розряд                        | Лінда Вілд 6–4, 6–2                              | Сандра Клейнова                      | Каміо Йоне Крістін Годрідж             | Хіракі Ріка Sung-Hee Park Лакшмі Порурі Керрі-Енн Г'юз           |
| 11 вересня | WTA Nagoya Нагоя, Японія Турнір 4 категорії $107,500 - Килим (i) - 32S/16D Одиночний розряд - Парний розряд                        | Керрі-Енн Г'юз Крістін Кунс 6–4, 6–4             | Хіракі Ріка Sung-Hee Park            | Каміо Йоне Крістін Годрідж             | Хіракі Ріка Sung-Hee Park Лакшмі Порурі Керрі-Енн Г'юз           |
| 18 вересня | Кубок Кремля Moscow, Росія Турнір 3 категорії $161,250 - Килим (i) - 32S/16D Одиночний розряд - Парний розряд                      | Магдалена Малеєва 6–4, 6–2                       | Олена Макарова                       | Мередіт Макґрат Адріана Серра-Дзанетті | Оса Свенссон Олена Лиховцева Сабін Аппельманс Нанне Дальман      |
| 18 вересня | Кубок Кремля Moscow, Росія Турнір 3 категорії $161,250 - Килим (i) - 32S/16D Одиночний розряд - Парний розряд                      | Мередіт Макґрат Лариса Савченко-Нейланд 6–1, 6–0 | Анна Курникова Александра Ольша      | Мередіт Макґрат Адріана Серра-Дзанетті | Оса Свенссон Олена Лиховцева Сабін Аппельманс Нанне Дальман      |
| 18 вересня | Nichirei International Championships Tokyo, Японія Турнір 2 категорії $430,000 - Тверде - 28S/16D Одиночний розряд - Парний розряд | Марі П'єрс 6–3, 6–3                              | Аранча Санчес Вікаріо                | Габріела Сабатіні Аманда Кетцер        | Савамацу Наоко Ліндсі Девенпорт Sung-Hee Park Емі Фрейзер        |
| 18 вересня | Nichirei International Championships Tokyo, Японія Турнір 2 категорії $430,000 - Тверде - 28S/16D Одиночний розряд - Парний розряд | Ліндсі Девенпорт Мері Джо Фернандес 6–3, 6–2     | Аманда Кетцер Лінда Вілд             | Габріела Сабатіні Аманда Кетцер        | Савамацу Наоко Ліндсі Девенпорт Sung-Hee Park Емі Фрейзер        |
| 25 вересня | Sparkassen Cup Лейпциг, Німеччина Турнір 2 категорії $430,000 - Килим (i) - 28S/16D Одиночний розряд - Парний розряд               | Анке Губер Walkover                              | Магдалена Малеєва                    | Юдіт Візнер Маріанн Вердел             | Яна Новотна Олена Лиховцева Йоаннетта Крюгер Ліндсі Лі           |
| 25 вересня | Sparkassen Cup Лейпциг, Німеччина Турнір 2 категорії $430,000 - Килим (i) - 28S/16D Одиночний розряд - Парний розряд               | Лариса Савченко-Нейланд Мередіт Макґрат 6–4, 6–4 | Бренда Шульц-Маккарті Кароліна Віс   | Юдіт Візнер Маріанн Вердел             | Яна Новотна Олена Лиховцева Йоаннетта Крюгер Ліндсі Лі           |
| 25 вересня | Nokia Open Пекін, КНР Турнір 4 категорії $107,500 - Тверде - 32S/16D Одиночний розряд - Парний розряд                              | Лінда Вілд 7–5, 6–2                              | Ван Ші-тін                           | Крістін Годрідж Шон Стаффорд           | Чон Мі Ра Енн Гроссман Петра Камстра Олена Татаркова             |
| 25 вересня | Nokia Open Пекін, КНР Турнір 4 категорії $107,500 - Тверде - 32S/16D Одиночний розряд - Парний розряд                              | Клаудія Порвік Лінда Вілд 6–1, 6–0               | Стефані Роттьєр Ван Ші-тін           | Крістін Годрідж Шон Стаффорд           | Чон Мі Ра Енн Гроссман Петра Камстра Олена Татаркова             |

### Жовтень
| Тиждень   | Турнір | Чемпіонки                                        | Фіналістки                              | Півфіналістки                       | Чвертьфіналістки                                                     |
| --------- | --- | ------------------------------------------------ | --------------------------------------- | ----------------------------------- | -------------------------------------------------------------------- |
| 2 жовтня  | Wismilak Open Сурабая, Індонезія Турнір 4 категорії $107,500 - Тверде - 32S/14Q/16D Одиночний розряд - Парний розряд                      | Ван Ші-тін 6–1, 6–1                              | Jing-Qian Yi                            | Тіна Кріжан Аннабел Еллвуд          | Олена Брюховець Лі Фан Чень Лі-Лін Сара Пітковскі                    |
| 2 жовтня  | Wismilak Open Сурабая, Індонезія Турнір 4 категорії $107,500 - Тверде - 32S/14Q/16D Одиночний розряд - Парний розряд                      | Петра Камстра Тіна Кріжан 2–6, 6–4, 6–1          | Міягі Нана Стефані Ріс                  | Тіна Кріжан Аннабел Еллвуд          | Олена Брюховець Лі Фан Чень Лі-Лін Сара Пітковскі                    |
| 2 жовтня  | European Indoors Цюрих, Швейцарія Турнір 1 категорії $806,250 - Тверде (i) - 28S/16D Одиночний розряд - Парний розряд                     | Іва Майолі 6–4, 6–4                              | Марі П'єрс                              | Чанда Рубін Маріан де Свардт        | Яна Новотна Магдалена Малеєва Йоаннетта Крюгер Бренда Шульц-Маккарті |
| 2 жовтня  | European Indoors Цюрих, Швейцарія Турнір 1 категорії $806,250 - Тверде (i) - 28S/16D Одиночний розряд - Парний розряд                     | Ніколь Арендт Манон Боллеграф 6–4, 6–7(4–7), 6–4 | Чанда Рубін Кароліна Віс                | Чанда Рубін Маріан де Свардт        | Яна Новотна Магдалена Малеєва Йоаннетта Крюгер Бренда Шульц-Маккарті |
| 9 жовтня  | Porsche Tennis Grand Prix Фільдерштадт, Німеччина Турнір 2 категорії $430,000 - Тверде (i) - 28S/16D Одиночний розряд - Парний розряд     | Іва Майолі 6–4, 7–6(7–4)                         | Габріела Сабатіні                       | Анке Губер Чанда Рубін              | Петра Бегеров Бренда Шульц-Маккарті Наташа Звєрєва Марі П'єрс        |
| 9 жовтня  | Porsche Tennis Grand Prix Фільдерштадт, Німеччина Турнір 2 категорії $430,000 - Тверде (i) - 28S/16D Одиночний розряд - Парний розряд     | Джиджі Фернандес Наташа Звєрєва 5–7, 6–1, 6–4    | Мередіт Макґрат Лариса Савченко-Нейланд | Анке Губер Чанда Рубін              | Петра Бегеров Бренда Шульц-Маккарті Наташа Звєрєва Марі П'єрс        |
| 17 жовтня | Brighton International Брайтон, Great Britain Турнір 2 категорії $430,000 - Килим (i) - 28S/16D Одиночний розряд - Парний розряд          | Мері Джо Фернандес 6–4, 7–5                      | Аманда Кетцер                           | Крісті Богерт Магдалена Малеєва     | Маріан де Свардт Барбара Паулюс Гелена Сукова Міріам Ореманс         |
| 17 жовтня | Brighton International Брайтон, Great Britain Турнір 2 категорії $430,000 - Килим (i) - 28S/16D Одиночний розряд - Парний розряд          | Мередіт Макґрат Лариса Савченко-Нейланд 7–5, 6–1 | Лорі Макніл Гелена Сукова               | Крісті Богерт Магдалена Малеєва     | Маріан де Свардт Барбара Паулюс Гелена Сукова Міріам Ореманс         |
| 30 жовтня | Challenge Bell Квебек (місто), Канада Турнір 3 категорії $161,250 - Килим (i) - 32S/32Q/16D Одиночний розряд - Парний розряд              | Бренда Шульц-Маккарті 7–6, 6–2                   | Домінік Монамі                          | Ліндсі Лі Ренне Стаббс              | Сандрін Тестю Жулі Алар-Декюжі Лоранс Куртуа Аманда Кетцер           |
| 30 жовтня | Challenge Bell Квебек (місто), Канада Турнір 3 категорії $161,250 - Килим (i) - 32S/32Q/16D Одиночний розряд - Парний розряд              | Ніколь Арендт Манон Боллеграф 7–6, 4–6, 6–2      | Ліза Реймонд Ренне Стаббс               | Ліндсі Лі Ренне Стаббс              | Сандрін Тестю Жулі Алар-Декюжі Лоранс Куртуа Аманда Кетцер           |
| 30 жовтня | Bank of the West Classic Окленд (Каліфорнія), CA, U.S. Турнір 2 категорії $430,000 - Килим (i) - 28S/14D Одиночний розряд - Парний розряд | Магдалена Малеєва 6–3, 6–4                       | Суґіяма Ай                              | Ліндсі Девенпорт Мері Джо Фернандес | Зіна Гаррісон Гелена Сукова Лінда Вілд Вінус Вільямс                 |
| 30 жовтня | Bank of the West Classic Окленд (Каліфорнія), CA, U.S. Турнір 2 категорії $430,000 - Килим (i) - 28S/14D Одиночний розряд - Парний розряд | Лорі Макніл Гелена Сукова 3–6, 6–4, 6–3          | Катріна Адамс Зіна Гаррісон             | Ліндсі Девенпорт Мері Джо Фернандес | Зіна Гаррісон Гелена Сукова Лінда Вілд Вінус Вільямс                 |

### Листопад
| Тиждень      | Турнір | Чемпіонки                                    | Фіналістки                              | Півфіналістки                        | Чвертьфіналістки                                                        |
| ------------ | --- | -------------------------------------------- | --------------------------------------- | ------------------------------------ | ----------------------------------------------------------------------- |
| 6 листопада  | Advanta Championships of Philadelphia Філадельфія, PA, U.S. Турнір 1 категорії $806,250 - Килим (i) - 28S/32Q/16D Одиночний розряд - Парний розряд | Штеффі Граф 6–1, 4–6, 6–3                    | Лорі Макніл                             | Зіна Гаррісон Анке Губер             | Мередіт Макґрат Іріна Спирля Габріела Сабатіні Кончіта Мартінес         |
| 6 листопада  | Advanta Championships of Philadelphia Філадельфія, PA, U.S. Турнір 1 категорії $806,250 - Килим (i) - 28S/32Q/16D Одиночний розряд - Парний розряд | Лорі Макніл Гелена Сукова 4–6, 6–3, 6–4      | Мередіт Макґрат Лариса Савченко-Нейланд | Зіна Гаррісон Анке Губер             | Мередіт Макґрат Іріна Спирля Габріела Сабатіні Кончіта Мартінес         |
| 13 листопада | Чемпіонат Туру WTA Нью-Йорк, NY, U.S. Фінал WTA $2,000,000 - Килим (i) - 16S/9D Одиночний розряд - Парний розряд                                   | Штеффі Граф 6–1, 2–6, 6–1, 4–6, 6–3          | Анке Губер                              | Наташа Звєрєва Бренда Шульц-Маккарті | Мері Джо Фернандес Габріела Сабатіні Дате-Крумм Кіміко Кончіта Мартінес |
| 13 листопада | Чемпіонат Туру WTA Нью-Йорк, NY, U.S. Фінал WTA $2,000,000 - Килим (i) - 16S/9D Одиночний розряд - Парний розряд                                   | Яна Новотна Аранча Санчес Вікаріо 6–2, 6–1   | Джиджі Фернандес Наташа Звєрєва         | Наташа Звєрєва Бренда Шульц-Маккарті | Мері Джо Фернандес Габріела Сабатіні Дате-Крумм Кіміко Кончіта Мартінес |
| 13 листопада | Volvo Women's Open Паттайя, Таїланд Турнір 4 категорії $107,500 - Тверде - 32S/32Q/16D Одиночний розряд - Парний розряд                            | Барбара Паулюс 6–4, 6–3                      | Jing-Qian Yi                            | Ріта Гранде Кадзімута Наоко          | Александра Ольша Марія Венто-Кабчі Тан Мінь Ван Ші-тін                  |
| 13 листопада | Volvo Women's Open Паттайя, Таїланд Турнір 4 категорії $107,500 - Тверде - 32S/32Q/16D Одиночний розряд - Парний розряд                            | Джилл Гетерінгтон Крістін Кунс 2–6, 6–4, 6–3 | Крістін Годрідж Міягі Нана              | Ріта Гранде Кадзімута Наоко          | Александра Ольша Марія Венто-Кабчі Тан Мінь Ван Ші-тін                  |
| 20 листопада | Fed Cup Final Валенсія, Іспанія, Ґрунт | Іспанія · 3–2                                | Сполучені Штати Америки                 |                                      |                                                                         |

## Рейтинги
Нижче наведено по двадцять перших на кінець року гравчинь у рейтингу WTA в одиночному та парному розряді.
| Одиночний розряд | Одиночний розряд            | Одиночний розряд | Одиночний розряд | Одиночний розряд |
| ---------------- | --------------------------- | ---------------- | ---------------- | ---------------- |
| Ранг             | Гравчиня                    | Пункти           | 1994             | Зміна            |
| 1                | Штеффі Граф (GER)           | 393.2500         | 1                | =                |
| 1*               | Моніка Селеш (USA)          | -                | NR               | NR               |
| 2                | Кончіта Мартінес (ESP)      | 255.6026         | 3                | +1               |
| 3                | Аранча Санчес Вікаріо (ESP) | 228.7721         | 2                | -1               |
| 4                | Дате-Крумм Кіміко (JPN)     | 165.1314         | 9                | +5               |
| 5                | Марі П'єрс (FRA)            | 159.8320         | 5                | =                |
| 6                | Магдалена Малеєва (BUL)     | 149.0357         | 11               | +5               |
| 7                | Габріела Сабатіні (ARG)     | 147.5239         | 7                | =                |
| 8                | Мері Джо Фернандес (USA)    | 136.6660         | 14               | +6               |
| 9                | Іва Майолі (CRO)            | 135.3165         | 13               | +4               |
| 10               | Анке Губер (GER)            | 129.6438         | 12               | +2               |
| 11               | Яна Новотна (CZE)           | 125.5905         | 4                | -7               |
| 12               | Ліндсі Девенпорт (USA)      | 112.0667         | 6                | -6               |
| 13               | Бренда Шульц-Маккарті (NED) | 99.9412          | 15               | +2               |
| 14               | Наташа Звєрєва (BLR)        | 93.7059          | 10               | -4               |
| 15               | Чанда Рубін (USA)           | 91.6389          | 23               | +8               |
| 16               | Мартіна Хінгіс (SUI)        | 70.5417          | 87               | +71              |
| 17               | Савамацу Наоко (JPN)        | 69.2154          | 26               | +9               |
| 18               | Емі Фрейзер (USA)           | 66.1750          | 16               | -2               |
| 19               | Аманда Кетцер (RSA)         | 62.2826          | 18               | -1               |
| 20               | Ліза Реймонд (USA)          | 59.8188          | 44               | +24              |

| Парний розряд | Парний розряд                 | Парний розряд | Парний розряд | Парний розряд |
| ------------- | ----------------------------- | ------------- | ------------- | ------------- |
| Ранг          | Гравчиня                      | Пункти        | 1994          | Зміна         |
| 1             | Аранча Санчес Вікаріо (ESP)   | 469.6250      | 3             | +2            |
| 2             | Яна Новотна (CZE)             | 445.3214      | 4             | +2            |
| 3             | Джиджі Фернандес (USA)        | 438.3460      | 2             | -1            |
| 4             | Наташа Звєрєва (BLR)          | 396.1111      | 1             | -3            |
| 5             | Лариса Савченко-Нейланд (LAT) | 254.1731      | 11            | +6            |
| 6             | Ліндсі Девенпорт (USA)        | 248.8333      | 8             | +2            |
| 7             | Мередіт Макґрат (USA)         | 235.5250      | 6             | -1            |
| 8             | Манон Боллеграф (NED)         | 215.3261      | 9             | +1            |
| 9             | Гелена Сукова (CZE)           | 207.7500      | 23            | +14           |
| 10            | Мері Джо Фернандес (USA)      | 203.9643      | 26            | +16           |
| 11            | Ніколь Арендт (USA)           | 193.4217      | 24            | +13           |
| 12            | Бренда Шульц-Маккарті (NED)   | 192.7676      | 31            | +19           |
| 13            | Габріела Сабатіні (ARG)       | 182.0714      | 14            | +1            |
| 14            | Ренне Стаббс (AUS)            | 181.9412      | 17            | +3            |
| 15            | Лорі Макніл (USA)             | 176.9737      | 15            | =             |
| 16            | Ліза Реймонд (USA)            | 157.9231      | 10            | -6            |
| 17            | Кончіта Мартінес (ESP)        | 141.6071      | 41            | -24           |
| 18            | Пем Шрайвер (USA)             | 136.5000      | 12            | -6            |
| 19            | Патті Фендік (USA)            | 122.4231      | 7             | -12           |
| 20            | Наталі Тозья (FRA)            | 119.9096      | 22            | -2            |